# Nathaniel Clifton
Nathaniel „Nat“ Clifton (* 13. Oktober 1922 als Clifton Nathaniel in England, Arkansas; † 31. August 1990 in Chicago, Illinois) war ein US-amerikanischer Basketballspieler der Detroit Pistons und der New York Knickerbockers in der National Basketball Association (NBA). Der „Sweetwater“ genannte Clifton war 1,98 Meter groß, spielte die Positionen des Power Forward und Center, und war der erste schwarze Spieler, der jemals in der NBA einen Profivertrag unterschrieb.

## Karriere
Der Afroamerikaner Clifton verbrachte seine Kindheit als Einzelkind mit Mutter und Tante in Chicago in der Gegend des Washington Parks, nahe der 49th Street und der Vincennes Avenue, und schloss seine schulische Ausbildung an der DuSable High School in 1942 ab. Er ging danach für ein Jahr nach New Orleans und wurde ein Starspieler der dortigen Xavier University. Clifton erzielte 10,5 Punkte pro Spiel und wurde ins „All-African“-Team der besten schwarzen College-Spieler gewählt. Da in dieser Zeit der Zweite Weltkrieg noch nicht beendet war, wurde Clifton von der Army eingezogen und blieb von 1943 bis 1946 in Europa. 
Da aber damals in der Basketball Association of America (BAA), dem Vorläufer der NBA, die Rassentrennung galt, konnte Clifton nach seiner Rückkehr keinen Basketball-Profivertrag unterschreiben und schloss sich stattdessen den afrikanisch-amerikanischen Basketball-Wandertruppen der New York Renaissance und der Harlem Globetrotters an. 1948 wurde er beim World Professional Basketball Tournament, bei dem er mit der Renaissance den Minneapolis Lakers im Finale unterlag, ins All-Tournament First Team als Forward gewählt. 1949 und 1950 spielte er Baseball in den Negro Leagues.
Clifton unterzeichnete 1950 als erster Schwarzer im Alter von 28 einen Vertrag bei den New York Knicks und integrierte die NBA zusammen mit Chuck Cooper, Hank DeZonie, Earl Lloyd und Harold Hunter, der aber als zweiter Afroamerikaner seines Teams den Cut nicht machte. Cliftons Spitzname war „Sweetwater“ (Süßwasser), da Clifton gerne Limonade trank. An der Seite der weißen Stars Harry Gallatin (Center) und Max Zaslofsky (Guard; hatte als Jude selbst Diskriminierung miterlebt) spielte Clifton in jenen Teams, die in den Finals 1950, 1952 und 1953 dreimal an den Minneapolis Lakers unter Superstar George Mikan scheiterten. Clifton profilierte sich dabei, indem er pro Spiel 10 Punkte und 10 Rebounds erzielte. Er wurde 1957 einer der ersten Schwarzen, die ins All-Star-Team gewählt wurde. Im Herbst seiner Karriere wurde Clifton zu den Detroit Pistons transferiert, wo er eine Saison als 35-Jähriger spielte und danach aufhörte.
Nach seiner Karriere ging Clifton nach Chicago und wurde Taxifahrer. Er war zu diesem Job gezwungen, da damals die NBA keine Rente auszahlte. Obwohl er sehr populär in Chicago war und viele Jobangebote hatte, blieb er diesem Job ein Leben lang treu. Clifton starb 1990 hinter dem Steuer seines Taxis in der Nähe von Chicagos Union Station.
Nat „Sweetwater“ Clifton wurde als Förderer (Contributor) 2014 in die Naismith Memorial Basketball Hall of Fame aufgenommen. Seit der Saison 2021/22 ist er Namensgeber der Trophäe des Siegers der Atlantic Division.